# CSA Steaua București (polo)
CSA Steaua București este un club de polo pe apă din București, România, ce ține de Clubul Sportiv al Armatei Steaua. Evoluează în Superligă. De-a lungul istoriei sale lotul masculin a cucerit 19 titluri naționale.
Joacă meciurile de acasă pe bazinul de înot din Complexul Sportiv Ghencea.

## Palmares
SuperLiga României
 Campioni (20):  1952, 1953, 1954, 1955, 1956, 1990-91, 1991-92, 1992-93, 1993-94, 1994-95, 2004-05, 2005-06, 2015-16, 2016-17, 2017-18, 2018-19, 2020-21, 2021-22, 2022-23, 2023-24.
 Cupa României
 Câștigători (16) :

## Echipa masculină
Începând cu iunie 2015 echipa masculină este pregătită de Andrei Iosep. Este asistat de Răzvan Cristescu.
| Poz.          | Jucător          | Data nașterii (Vârsta)        | Țară          |
| ------------- | ---------------- | ----------------------------- | ------------- |
| Inter         | Alex Bowen       | 4 septembrie 1993 (31 de ani) | Statele Unite |
| Fundaș        | Andrei Bușilă    | 10 noiembrie 1980 (44 de ani) | România       |
| Extremă       | Nicolae Diaconu  | 4 septembrie 1980 (44 de ani) | România       |
| Portar        | Mihai Drăgușin   | 5 ianuarie 1984 (41 de ani)   | România       |
| Inter         | Đorđe Filipović  | 6 noiembrie 1978 (46 de ani)  | Serbia        |
| Fundaș        | Alexandru Ghiban | 12 octombrie 1986 (38 de ani) | România       |
| Fundaș        | Dimitri Goanță   | 17 iulie 1987 (37 de ani)     | România       |
| Centru        | Petru Ianc       | 15 martie 1990 (35 de ani)    | România       |
| Inter         | Ivan Krizman     | 26 noiembrie 1987 (37 de ani) | Croatia       |
| Centru        | Nikola Merisic   | 16 august 1992 (32 de ani)    | Muntenegru    |
| Centru        | Pavel Popescu    | 29 iunie 1988 (36 de ani)     | România       |
| Inter/extremă | Daniel Robu      | _                             | România       |
| Portar        | Dragoș Stoenescu | 30 mai 1979 (46 de ani)       | România       |
| Extremă       | Daniel Teohari   | 11 mai 1993 (32 de ani)       | România       |

## Echipa feminină
Echipa feminină este pregătită de Eugen Georgescu. Are în componenta Simona Strati, Teodora Itul, Ioana Piedemonte, Amalia Crîșmaru, Xenia Bonca, Briana Mihăilă, Claudia Pilică, Ioana Oprea, Elena Gheorghe, Ana Șerbănescu, Beatrice Alexandra Popescu, Adina Vîlcu, Amirca Cinca și Elisabeta Oprea.

### Palmares
SuperLiga României
 Campioni (2) : 2021-22, 2023-24,

## Legături externe
- Site-ul oficial
- CSA Steaua pe H2Opolo.ro